# Les Incendiaires
Les Incendiaires er en fransk stumfilm fra 1906 af Georges Méliès.